# Fundació Fiella
La Fundació Fiella és una residència de Tremp (Pallars Jussà) protegida com a Bé Cultural d'Interès Local.

## Descripció
La Fundació Fiella està situada al sud-est del municipi, dins el nucli urbà de Tremp.
L'edifici que acull la Residència per ancians era l'antic Convent dels Caputxins, fundat l'any 1627. Ha estat molt reformat, canviant la fesomia tant exterior com interior. El tipus de construcció, l'annexió de cups al voltant d'un claustre és molt característica dels convents, i aquí encara es conserva. A més, de l'antic Convent es conserva el claustre, senzill i auster, tot i que molt reformat, i una capella d'estil modern.
Les façanes es troben totalment arrebossades i acolorides, fruit de les reformes, i les cobertes són de teula àrab a dues o tres vessants, depenent del buc.

## Història
Originàriament la Fundació Fiella nasqué com a Hospital dels Pobres, el 1521, i tenia el seu propi edifici en el centre històric de Tremp, actuals Jutjats de Primera Instància. Amb el temps l'antic Hospital dels Pobres es quedà petit i, el 1836, la institució es traslladà al Convent dels Caputxins. Aquest fou construït l'any 1627, tot i que restava tancat des de les desamortitzacions del 1835.
El 1842 les dependències van ser cedides a la població i poc després s'hi instal·là la comunitat de monges de l'Immaculat Cor de Maria, encarregada de gestionar la institució. Des de l'any 1912 fins al 1992 va ser centre hospitalari de la comarca, convertint-se posteriorment en residència geriàtrica.